# Laguindingan
Laguindingan is een gemeente in de Filipijnse provincie Misamis Oriental op het eiland Mindanao. Bij de laatste census in 2007 had de gemeente bijna 20 duizend inwoners.
In 2013 werd in de gemeente de Laguindingan International Airport geopend, een internationale luchthaven die Cagayan de Oro en de streek bedient.

## Geografie

### Bestuurlijke indeling
Laguindingan is onderverdeeld in de volgende 11 barangays:
| - Aromahon - Gasi - Kibaghot - Lapad - Liberty - Mauswagon | - Moog - Poblacion - Sambulawan - Sinai - Tubajon |

## Demografie
Laguindingan had bij de census van 2007 een inwoneraantal van 19.952 mensen. Dit zijn 1.501 mensen (8,1%) meer dan bij de vorige census van 2000. De gemiddelde jaarlijkse groei komt daarmee uit op 1,08%, hetgeen lager is dan het landelijk jaarlijks gemiddelde over deze periode (2,04%). Vergeleken met de census van 1995 is het aantal mensen met 3.431 (20,8%) toegenomen.

De bevolkingsdichtheid van Laguindingan was ten tijde van de laatste census, met 19.952 inwoners op 16,74 km², 1191,9 mensen per km².